# Szigeti veszedelem

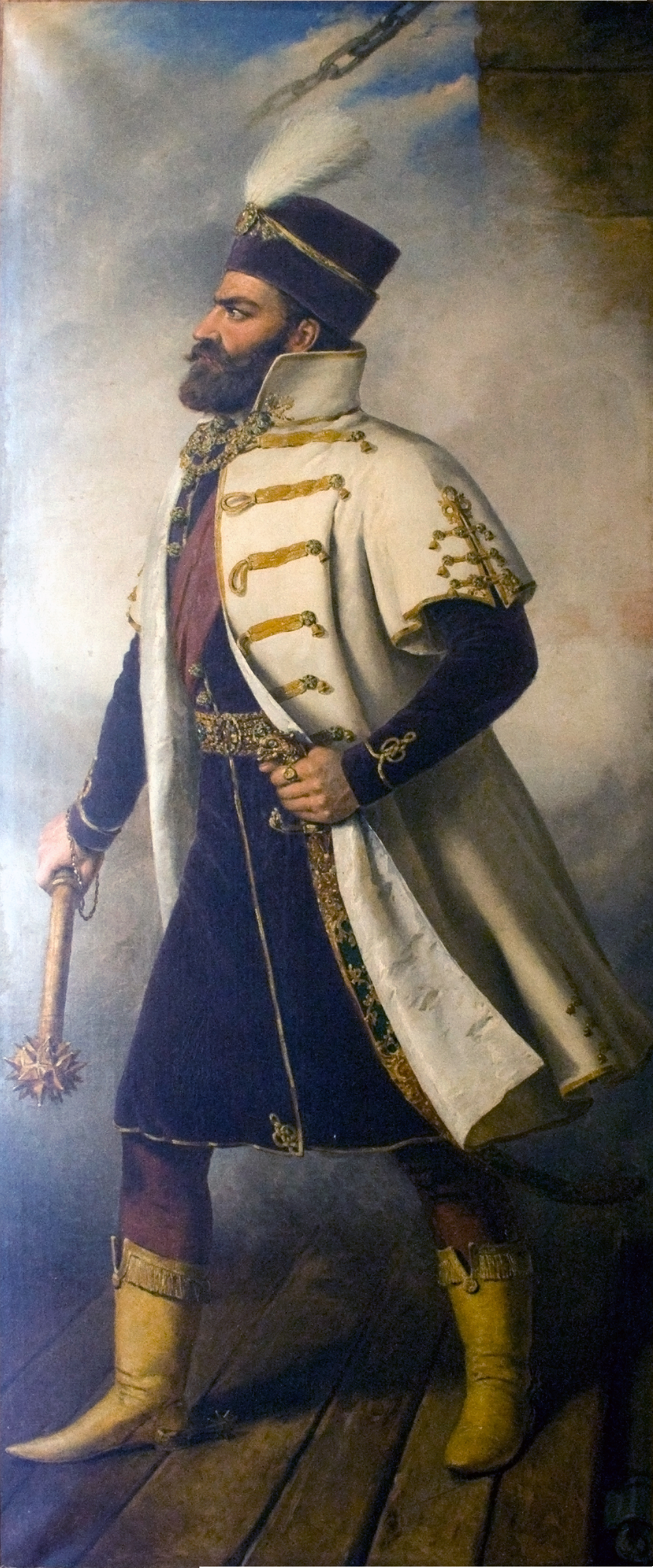
Barabás Miklós: Zrínyi Miklós (1842)

A Szigeti veszedelem Zrínyi Miklós verses eposza Szigetvár 1566. évi elestéről, mely először 1651-ben jelent meg.
A mű eredeti címe Obsidio Szigetiana, a Szigeti veszedelem címet Kazinczy Ferenc adta neki.
Szigetvár ostromának és elestének történetét már Zrínyi előtt többen feldolgozták a 16. és 17. században. Mind Horvátországban mind pedig Magyarországon születtek különféle legendák, népdalok, műdalok, elbeszélések, egyházi énekek (amelyeket katolikus és protestáns keresztény szertartásokon is énekeltek!). Némelyiknek ismert a szerzője, vagy épp a feljegyzője. Ezekből a korábbi alkotásokból Zrínyi merített is a maga eposzához.
Zrínyi testvére, Zrínyi Péter röviddel a megjelenése után elkészítette a mű horvát nyelvű változatát, bár nem volt különösebb tehetsége a költészethez, ezért fordítása nem lett sikeres.

## Megírásának körülményei
A mű 1645–1646 telén keletkezett, valószínűleg nem nyugalmas körülmények között, hanem török zargatásai közepette. A költő azt írja: "soha meg nem corrigáltam munkámat", de kutatások szerint bizonyítható a versek javításának szándéka.

## Szerkezete és stilisztikai jellegzetességei
A Szigeti veszedelem barokk eposz. 15 énekből áll, melyek összesen 1566 négysoros + 2 ötsoros versszakot tartalmaznak. Zrínyi minden versszakot megszámozott, kivéve az utolsó két ötsorosat, mivel így a számozott versszakok száma megegyezik a szigetvári ostrom évszámával (1566).
Motívumai
- Történelmi múlt (a magyarság bűnei)
- A szigetiek esküje (V. ének, Zrínyi buzdító beszéde, aminek célja a meggyőzés, történelmi körképet ad a humanista érvények kifejezésre jutnak: keresztényhaza, család, tisztesség)
- Főszereplők bemutatása (Zrínyi pozitív hős, athleta Christi, Szulimán pedig méltó ellenfélként bemutatott negatív hős, lásd II. ének 44-51. szakasz)
- Harcleírás
- Szerelmi motívum (Borbála és Deli Vid szerelme, együtt harcolnak, valamint Delimán és Kumilla (Mihrimah szultána) szerelme, Delimán később dühből és féltékenységből megöli Rusztánt (Rüsztem nagyvezírt) lásd. XI. ének 8-12. szakasz)
- Váratlan fordulat (postagalamb)
- Zrínyi mártíromsága (készül a halálra, mint keresztény vértanú)
- A barokk látomások

A barokk eposz jellegzetességeit viseli magán a mű: 
- Költői képek, halmozások, zsúfolt körmondatok
- Patetikus megfogalmazás
- Mitológiai és alvilági elemek
- Eposzi kellékek használata: 
  - Propozíció (témamegjelölés) „Fegyvert s vitézt éneklek”
  - Invokáció (fohász) „Adj pennámnak erőt, úgy írhassak, mint volt”
  - Enumeráció (seregszemle, ellentétes erők felvonultatása, mennyiségi, minőségi különbségek, erkölcsi fölény)
  - Epiteton ornans (állandó jelzők)
  - deus ex machina – Istennek nem tetszett a magyarok viselkedése, ezért bogarat ültetett Szulimán fülébe, hogy rontsanak a magyarokra megtorlásképp. A mű végén angyalok serege viszi Zrínyit a mennybe. Ezzel az isteni beavatkozás keretet ad az eposznak.

Ezek a jellegzetességek és motívumok egyaránt felbukkannak a Zrínyi eposzát megelőző, a szigetvári ostromot feldolgozó műalkotásokban és népi énekekben.

## Történelmi háttere

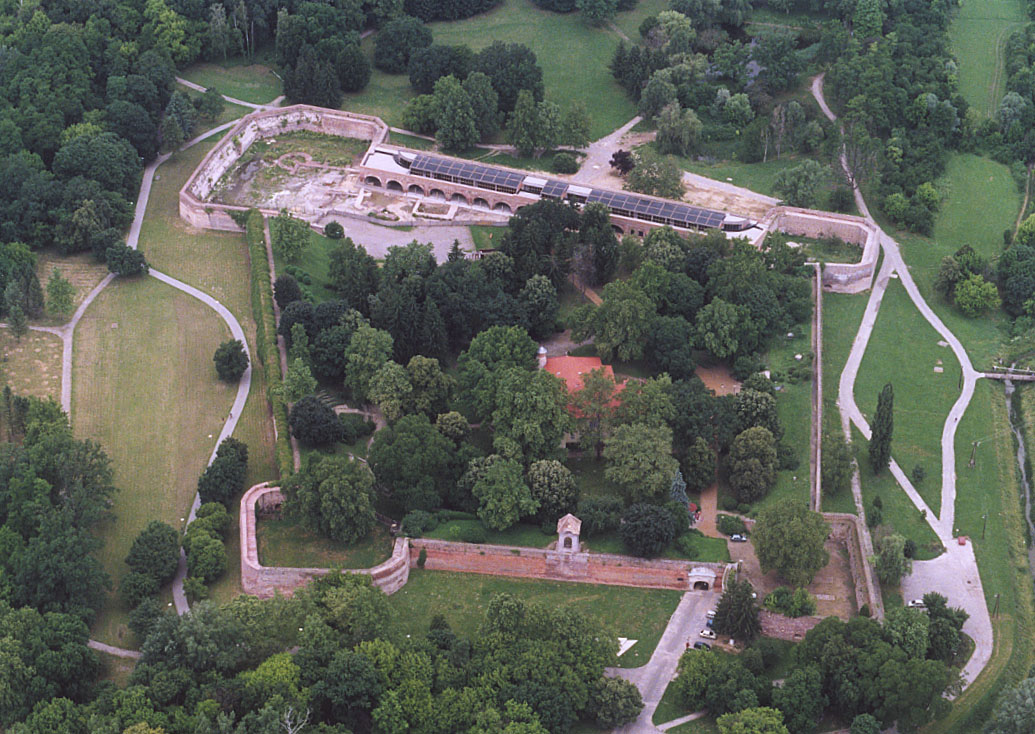
Szigetvár vára

I. Ferdinánd halálát követően Zrínyi Miklós (a költő dédapja) ellenezte, hogy a törököknek sarcot fizessenek, ezért 1566-ban I. Szulejmán szultán hatalmas hadával ostrom alá vette a szigetvári várat, melyet Zrínyi mintegy 2500 fős horvátokból és magyarokból álló őrséggel védett. Augusztus 9-étől szeptember 8-áig tartott az ostrom, a 600 főre olvadt védősereg fokozatosan a belső várba szorult. A szeptember 5-ről 6-ra virradó éjjel meghalt a szultán. Miután a védők hiába várták a felmentő császári sereget, 1566. szeptember 8-án Zrínyi a 300 főre fogyatkozott védősereggel kitört a belső várból. A törökök elfogták és lefejezték. Fejét megfélemlítésül lándzsára tűzve küldték el a császári seregeknek.

## Szereplői
A mitológiai nevek Zrínyi szövegének megfelelően latinos alakban szerepelnek. A „Zr.” rövidítés azt jelenti, hogy a név csak Zrínyinél fordul elő. A mű magyarokon és törökökön kívüli egyéb szereplői görög és latin mitológiai és bibliai, valamint költött alakok
| - Alapi Gáspár, Zrínyi nővérének fia, Szigetvár helyettes parancsnoka. Túlélte az ostromot, Zrínyi IV. György váltotta ki török fogságból. - Badankovics Iván (Zr.), Badankovics Milos öccse, Embrulah apródot ölte meg. - Badankovics Milos (Zr.), Badankovics Iván bátyja, Delimán ölte meg. - Bajoni Iván, Istvánffynál Bajoni János nemesifjúként szerepel, a kirohanásnál esett el. - Balázs (Zr.), esetleg azonos Balázs deákkal. - Balázs deák, Istvánffynál Balázs diák „serény hadnagy”-ként szerepel, az ostrom 17. napján esett el. - Borbála, Barbara (Zr.), Deli Vid török leányból lett felesége, törökül Haissen volt a neve. A magyar históriás énekekben a férjével együtt harcoló feleség példája. Schesaeus erdélyi költő latin kiseposzában is szerepel. - Bata Péter, Istvánffynál „Báta mezővárosból való Péter” néven szerepel, az ostrom 17. napján esett el. - Bika András, Istvánffynál mint „a nemes származású Bika András, Zrínyi kedvelt embere” szerepel. Szeptember 1-jén halt meg. - Bosnyák, Istvánffynál Bosnyák Márton lovas katona néven szerepel, az ostrom 17. napján esett el. - Bot Péter, Istvánffynál Botos Péter lovas katonaként szerepel, Bosnyák Mártonnal együtt esett el - Cserei Pál (Zr.), az egyetlen szigetvári katona, aki megadta magát a törököknek. (A III. énekben Ibrahim pécsi olajbégnek, aki megölette) - Csontos Pál (Zr.), szigeti ágyúmester - Dandó Ferenc, Istvánffynál „veterán hadnagy”. Radovánnal együtt csapott ki a törökre, és halálos fejlövést kapott - Deli Vid, Istvánffynál Zrínyi vitézeként szerepel egy bizonyos Stephanus Segovitius, aki 1544-ben vívott párviadalt egy Demirhám nevű törökkel. Nevét lehet olvasni Deli Vid Sarkovicsként egy ról szóló epigrammában is. A Segovics-Sarkovics azonosság valószínű, bár 1566-ban Segovics már nem élt, de gyerekeiről Zrínyi gondoskodott. Deli nevű személy több is szerepelt Zrínyi környezetében és szigetvár lakói között. Egy Deli Vidak nevű ember 1564-ben öt lovassal részt vett egy hadimustrán. A költő apjának is volt Deli nevű szolgája. Nádasdy Ferenc 17. századi kincstárában pedig őriztek egy ezüstkardot, amely a legenda szerint Deli Vidé volt. - Farkasics Péter, Istvánnfy 1543-ból említi Farkasics Györgyöt, Péter apját, aki felépült egy sebesüléséből. Az apa Péterről elmondja, hogy már az ostrom első napján meghalt. A költő a két alakból gyúrta össze Péter alakját, némileg következetlenül, mert Farkasics Péter a III. énekben megsebesül a siklósi csatában, a IV. énekben "alig él", azonban az V. énekben már gyógyultan teszi le az esküt, majd a VII. énekben "régi betegségben" meghal. Az apát, Farkasics Györgyöt 1565-ben Zrínyi szabadította ki török fogságból - Gerdei, Istvánffynál Gerdei János lovas katona, az ostrom 17. napján esett el - Geréci Berta, Istvánffynál Gereci Bertalan néven szerepel. Az ostromot túlélte, később Zrínyi György váltotta ki török fogságból - Golemi Stipán (Zr.), nagy erejű és testű horvát vitéz - Guszics András, Zrínyi két alakból formálta ezt a szereplőt: Guzics András 1555-ben Konstantinápolyban volt rab, és a költő udvari kapitányát is így hívták - Győri Mátyás, Istvánffynál „serény hadnagyként” szerepel, az ostrom 17. napján halt meg - Hajdu Mátyás (Zr.), Demirhám ölte meg - Haszanovics (Zr.), horvát vitéz, akit Demirhám ölt meg - Hervoics (Zr.), Badankovics Milossal együtt „esztelenül” megnyitotta Szigetvár egyik kapuját, Delimán ölte meg - Huszár (Zr.), csak vezetéknéven említett, Malkuch ölte meg - Istvánfi, Istvánffy Miklós történetíró, 1622-ben megjelent latin nyelvű magyar története bőven tárgyalja Szigetvár ostromát - Juranics Lőrinc, Istvánffy szerint a kirohanásnál „elöl vitte a zászlót Juranics Lőrinc, a serény ifjú”, ekkor ölték meg - Károly, V. Károly német-római császár, aki 1556-ig uralkodott. Zrínyi szándékos anakronizmussal tette meg Szulejmán ellenfelének - Kerecseni László, Kerecsényi László szigetvári majd gyulai kapitány, aki 1566-ban feladta Gyulát. A törökök kivégezték - Klizurics Mikula (Zr.), a kapu feletti toronyból esett le Szvilojeviccsel együtt - Kobács Miklós, Istvánffynál Kobak (Kobac) Miklós lovasparancsnok, aki a kirohanásnál esett el - Maximilián, Miksa német császár és magyar király - Medvei Benedek, Istvánffynál Medvei és Poki Gergely úgy hal meg, hogy ezt a két vitézt a janicsárok "vascsáklyákkal és hosszú hegyes rudakra erősített horgokkal magukhoz rántották, s gyorsan kegyetlenül megölték" - Nagy Máté (Zr.), Demirhám ölte meg - Novákovics Iván, Istvánffynál „Novák János, az erőteljes öreg, a puskás lovasok parancsnoka” Kecskés Györggyel együtt még a kirohanás után is órákig védte magát egy toronyban. A janicsárok golyózápora ölte meg. A költő szerint "Novák Debeljáknak nemzetiből való", népi énekek maradtak fenn róla - Orostoni Péter, Istvánffynál Orosztonyi Péter néven szerepel. Korábban a Nádasdyak tiszttartója volt, fennmaradtak szép magyarsággal írt levelei. Az ostrom alatt vérhasban halt meg szeptember 1-jén - Orsics (Orszics) István, fiatal apród, aki túlélte a kirohanást. Istvánnffy szerint „Orsics Istvánt Hasszán, egy siklósi török, akivel előbb mint fogollyal ő nagyon szelíden bánt, saját testével védte meg” - Papratovics Farkas, lovasparancsnok, Istvánffynál Alapi Gáspárral együtt a siklósi csata hőse. A kirohanásnál halt meg - Patatics Péter, Istvánffynál Patatics Péterként szerepel, veterán lovasparancsnok, aki a kirohnásnál halt meg - Penezics (Zr.), horvát vitéz, Demirhám ölte meg - Poki Gergely, Istvánffynál Medvei Benedekkel együtt halt meg - Radivoj, egy horvát népi énekben szerepel. Malkocs bég kivégeztette, halálát a szigeti Zrínyi bosszulta meg. A költő valószínűleg őutána formálta meg Radivoj alakját - Radován Andrián, Istvánffynál egy Radován Jakab szerepel. Már 10 éve szolgált Szigetben, tehetős birtokos és a gyalogosok vajdája volt. A "veterán hadnagy" Dandó Ferenccel együtt csapott ki a törökre, ekkor érte halálos ágyúlövés - Sambucus, Zsámboky János történetíró, Szigetvár ostromának a történetét is feldolgozta - Sas Fábián (Zr.), Nuh Mohacent ölte meg - Szecsődi Máté, Istvánffynál Máté és Mátyás keresztnévvel is szerepel. Gyalogosparancsnok volt, sebesülten ölték meg az ágyában, kilenc gyerekét és feleségét rabságba hurcolták - Szlamenovics (Zr.), horvát vitéz, Demirhám ölte meg - Szvilojevics Antal (Zr.), a kapu feletti toronyból esett le, Delimán ölte meg - Zrínyi (Zrini) György, a szigetvári hős fia, a költő nagyapja - Zrínyi (Zrini) Miklós, a szigetvári hős, horvát bán, Sziget főkapitánya | - Abaza (Zr.), Deli Vid öli meg - Abdus Elam (Zr.), Singér bég fia, Deli Vid öli meg - Abél (Zr.), Deli Vid öli meg - Achmedani aga (Achmedán) (Zr.), Radován győzi le - Aigas basa (Zr.), Zrínyi öli meg a XI. ének végén. Egy másik hasonló nevű szereplő is feltűnik a XII. énekben - Ali bég (Zr.), Rustán barátja - Alderán (Zr.), varázsló, Demirhám bátyja - Ali (Zr.), Zrínyi öli meg - Ali Portu (Ali Kurtog, Ali Kurt), Ali Portug, Szulejmán tüzérségének portugál származású főparancsnoka. Istvánffy szerint az ostrom során a Margit nevű ágyúból érte halálos lövés - Arszlán, Arszlán Jahiogli budai basa, a kudarcba fulladt palotai kaland értelmi szerzője - Arszlán (Zr.), Jovákovics Iván öli meg - Aygas (Aigas) basa (Zr.), cserkesz vezér, ő fogja el Murtuzánt, akit tévedéből Zrínyinek hisz - Bajazet, török vitéz, akit Zrínyi ölt meg - Bajazit, I. Bajazid török szultán - Balbazán (Zr.), Zrínyi ölte meg - Balbazán (Zr.), Orszics István ölte meg (nem azonos az előzővel) - Behludi Szal aga (Zr.), Zrínyi ölte meg - Benavit (Zr.), Bosnyák Márton vágta le - Bichir (Zr.), Bot Péter ölte meg - Bicsir (Zr.), Novákovics Iván ölte meg - Bilal (Zr.), Zrínyi ölte meg - Buluk basa, Istvánffynál kétszáz janicsár parancsnoka, abban a csatában halt meg, amiben Radován is elesett - Campson, Kanszu el Ghavi, (meghalt 1576-ban) I. Szelim által legyőzött mameluk - Csebár (Zr.), Zrínyi ölte meg - Csirkin teftedár (Zr.), Zrínyi ölte meg - Daust basa(Zr.), Badankovics Milos ölte meg dárdával - Delimán, a valóságban nem tatár kán, hanem perzsa vezér volt, és Szulejmán ellen harcolt. Zrínyi Boyssardusnál olvashatta a Delimannus nevet, és összekapcsolhatta az 1566-ban Magyarországon járt Devlet biráj kán alakjával - Demirhám, 1544-ben kamengrádi olajbég volt, Zrínyinek egy Segovics nevű lovas hadnagya ölte meg, aki azonos lehetett Deli Viddel - Deriel (Zr.), követnek akarták küldeni Delimánhoz - Durak (Zr.), hátulról megszúrta dárdával Radovánt, miközben az Demirhámmal harcolt - Durlik aga (Zr.), Farkasics ölte meg Siklósnál - Eiuz (Zr.), Deli Vid ölte meg - Embrulah (Zr.), Nezér Cselebi énekes apródja vagy fia, akit Badankovics ölt meg - Ferhat bég (Zr.), a szultán követe Delimánhoz - Gyalog Réz (Zr.), Zrínyi ölte meg - Hajdár (Zr.), Zrínyi ölte meg - Halul bég (Zr.), török követ - Hamviván (Zr.), szíriai szerecsen vezér, akit Deli Vid ölt meg. Istvánffynál csak 1552-ben, Egernél szerepel) - Huszain (Zr.), Bosnyák Márton ölte meg - Idriz Zagatár (Zr.), tatár vezér, aki megölte Juranicsot, őt pedig Radivoj ölte meg - Izmael, perzsa sah, I. Szelim győzte le 1514-ben - Izmail (Zr.), Deli Vid ölte meg - Jakul (Zr.), Deli Vid ölte meg - Jakul (Zr.), Zrínyi ölte meg - Jakul barjaktár (Zr.), török zászlótartó, akit Zrínyi ölt meg - Kadia (Zr.), Deli Vid ölte meg - Kamber (Zr.), Hamviván szolgája - Kaszum (Zr.), Zrínyi ölte meg - Kaszum kapidzsa basa (Zr.), Zrínyi ölte meg - Kayer bég, mameluk fővezér - Kénán, Kenán (Zr.), szerecsen vitéz, aki a XI. ének után eltűnik a színről - Kurt (Zr.), Zrínyi ölte meg - Malkuch (Zr.), Huszár legyőzője, őt Deli Vid ölte meg - Mehmet Gujlirgi (Zr.), Tajeléri Mehmet boszniai basa - Mehmet Junnus basa, I. Szelim hadvezére, akit népszerűsége miatt tett meg Egyiptom helytartójávaá - Menethám (Zr.), Mehmet kán, a költő szerint a „siriai király” - Mihaliogli (Zr.), török vezér, akinek semmi szerepe nincs - Murtuzán (Zr.), Bot Péter ölte meg - Murtuzán (Murtazán) basa (Zr.), Novák Iván ölte meg - Murtuzán (Zr.), Zrínyi ölte meg - Mussa (Zr.), Zrínyi ölte meg - Musztafa, Szulejmán kedvenc fia, aki felesége, Roxa felbújtására megfojtatott - Nezér Cselebi (Zr.), Embrulah apród ura vagy apja - Nuh Mohacen (Zr.), Sas Fábián ölte meg - Olindus, Olind, Szulejmán arábiai származású vitéze, kairói helytartó - Operka (Zr.), Medvei Benedek ölte meg - Oszmán basa (Zr.), a költő az Istvánffynál szereplő beglerbégnek adta ezt a nevet, mert Istvánffy egy másik török szereplőjével vélte azonosnak - Pechliván Eöszven (Zr.), Bot Péter ölte meg - Perviz (Zr.), Novákovics Iván ölte meg - Petraf (Petráf) basa, Petrev, Petref basa, aki elfoglalta Gyula várát. Zrínyi szerint a szultán unokaöccse, görögországi beglerbég - Pirkuch (Zr.), Zrínyi ölte meg - Pirim (Zr.), Radován ölte meg - Porcha Alfal (Zr.), Zrínyi ölte meg - Rahmat (Zr.), bottal harcoló "nagy óriás" török - Ramadán (Zr.), Bosnyák Márton ölte meg - Rechep (Zr.), Zrínyi ölte meg - Rézmán (Zr.), Mehmet Gujlirgi basa fia - Roxa (Roxolane) II Szulejmán kedvenc felesége, 1561-ben halt meg - Rustán, Rusztán (Rusztem) Szulejmán veje, kétszer volt nagyvezér, mivel már 1561-ben meghalt, szerepeltetése költői lelemény - Sabán (Zr.), Bot Péter ölte meg - Sabasz (Zr.), Radivoj ölte meg - Sahman (Zr.), Demirhám követe Deli Vidhez - Saladin (Zr.), Orostoni Péter ölte meg - Singer bég (Zr.), Abdus Elam apja - Singir zagatár, esetleg azonos Singer béggel - Szelim, I. Szelim oszmán szultán, Szulejmán apja - Szelim (Zr.), Balázst és Gedei Jánost ölte meg - Sziaus bég (Zr.), Zrínyi ölte meg - Szkender bég (Zr.), Szkender Alboda siklósi bég - Szokolovics Mehmet a török sereg fővezére, boszniai keresztény családból származott, 1571-ben halt meg - Szulfikár (Zr.), Zrínyi ölte meg - Szulimán, I. Szulejmán oszmán szultán, a mohácsi győző, szeptember 5-én halt meg Szigetvárnál - Tamburlan, Tamerlan, Timur Lenk mongol uralkodó - Tamma perzsa sah, Szulejmán ellenfele - Terhat aga (Zr.), Szlamenovics ölte meg - Testoglin (Zr.), Medvei Benedek ölte meg - Tommembej, Tuman bej, Kanszu el Ghavi nagyvezére, aki Kairót védte I. Szelim ellen - Turancsen (Zr.), tatár-szkíta vezért - Uldair (Zr.), tatár-szkíta vezér - Zulfikár (Zr.), Zrínyi ölte meg | - Achilles, Az Iliasz görög főhőse - Alecto, a fúriák egyike - Amirassen, jórészt költött alak. Zrínyi olvashatott róla Boyssardus francia történetírónál, aki szerint Kanszunak egyik gályavezére volt, majd megölették - Apollo, a költészet istene - Arion, varázsos hangú énekes, aki a halakat bűvölte el a dalával - Astragora, főboszorkány - Atapalik (Zr.), „Indus vizén túl” lakozó király - Atreus, görög király, aki öccsének fiát megölte, és néki feltálaltatta - Bacchus, a bor és a mámor istene a rómaiaknál - Belzebub, a zsidó hit szerint a gonosz lelkek fejedelme - Briareus, ötvenfejű, százkarú mitológiai alak - Busires, Buszirisz mitológiai egyiptomi király, aki évente embert áldozott, hogy az országának a földje termékeny maradjon - Cerasta, a cerasták ciprusi őslakók, akiket emberáldozó szokásaik miatt Venus istennő tulokká változtatott - Cumilla, Zrínyi egyik forrása, Boyssardus szerint Szulejmán és Roxa (Roxolane) lánya - Cupido, a szerelem istene - Daedalus, a krétai labirintus építője, aki fiával, Ikarosszal együtt maga készítette szárnyakon menekült a szigetről - Diána római holdistennő - Diomedes, mitológiai görög király, akit Herkules ölt meg, mert a lovait emberhússal etette - Echo, Ekhó, a nimfa, akinek csak a hangja maradt meg visszhang formájában - Enceladus, az istenek ellen lázadó gigász, akit azzal büntettek meg, hogy az Etna alá zárták. Mikor a vulkán kitör, az ő teste rázkódik. Zrínyi kedvenc mitológiai hőse. - Endimio, szép pásztorfiú, Diana istennő kedvence - Eumenides, Eumenidák, a fúriák görögül, a bosszú istennői - Eurus, délkeletről fújó szél - Falaris, Phalaris, mitológiai szicíliai király, aki zsarnokságának áldozatait felizzított rézbikában süttette meg - Gábriel arkangyal, a hét főangyal egyike - Gerion, háromtestű szörny - Harpia, madártestű, női fejet viselő szörny - Hazret Ali, Mohamed próféta veje, a negyedik kalifa, az iszlám egyik főszentje - Hektór, az Iliasz trójai főhőse - Homerus, i. e. 8. századi görög költő - Hydra, sokfejű vízikígyó - Ixion, Zeusz feleségének csábítója, akit ezért Zeusz szüntelenül forgó tüzes kerékre kötöztetett az alvilágban. Zrínyi tévesen írja, a X. énekben, hogy sasok szaggatták körmükkel - Lajos, II. Lajos magyar király, Mohácsnál esett el - Lehel, magyar vezér. Zrínyi a honfoglaló "szkíták" közé teszi - Lestrigonok, emberevő óriások - Luciper, főördög a Bibliában - Mahomet, Mahumet, II. Mohamed török szultán, Hunyadi János ellenfele - Mahomet, Mahumet, Mohamed próféta, az iszlám vallás megalapítója - Mars, római hadisten - Medusa, a Gorgók közül az egyetlen halandó, de a levágott feje is kővé dermeszti azt, aki ránéz - Mezentius, ősi itáliai király, aki megvetette az isteneket - Mihály arkangyal, a hét főangyal egyike - Minotaurus, embertestű, bikafejű szörny - Mithridates, pontusi király, a rómaiak ellenfele, aki a szkíták ellen is háborúzott - Musa szultán, I. Bajazid fia - Nagy Sándor, macedón király - Orfeus, Orpheusz görög dalnok, aki lantjával megszelídítette az erdei vadakat, de a feleségét, Eurüdikét nem tudta kiszabadítani az alvilágból - Orion, mitológiai óriás vadász, egy csillagkép neve - Pegazus, a múzsák szárnyas lova - Pluto, Hadész, az alvilág istene - Procusták, Procustes vagy Procrustes attikai rabló, aki az elfogott utazókat nagyságuknak nem megfelelő ágyba fektette és vagy levágta a lelógó végtagjaikat. vagy megnyújtotta őket. (Zrínyi a görög egyes számot többes számnak nézte) - Python, sárkány, Apollón ölte meg - Sámson, a filiszteusokat legyőző nagyerejű hős a Bibliában - Sterapon, Szerapisz, egyiptomi alvilági isten - Tantalus, mitológiai görög király, aki az alvilágban örökös éhségre volt ítélve - Terodaman, mitológiai szkíta uralkodó, aki embervérrel etetett oroszlánokkal őriztette magát - Tisifone, az egyik fúria - Venus, a szerelem istennője - Virgilius, Vergilius, latin költő, az Aeneis szerzője - Vulcanus, tűzisten, a fegyverkovácsolás istene |

## Tartalma
I. ének

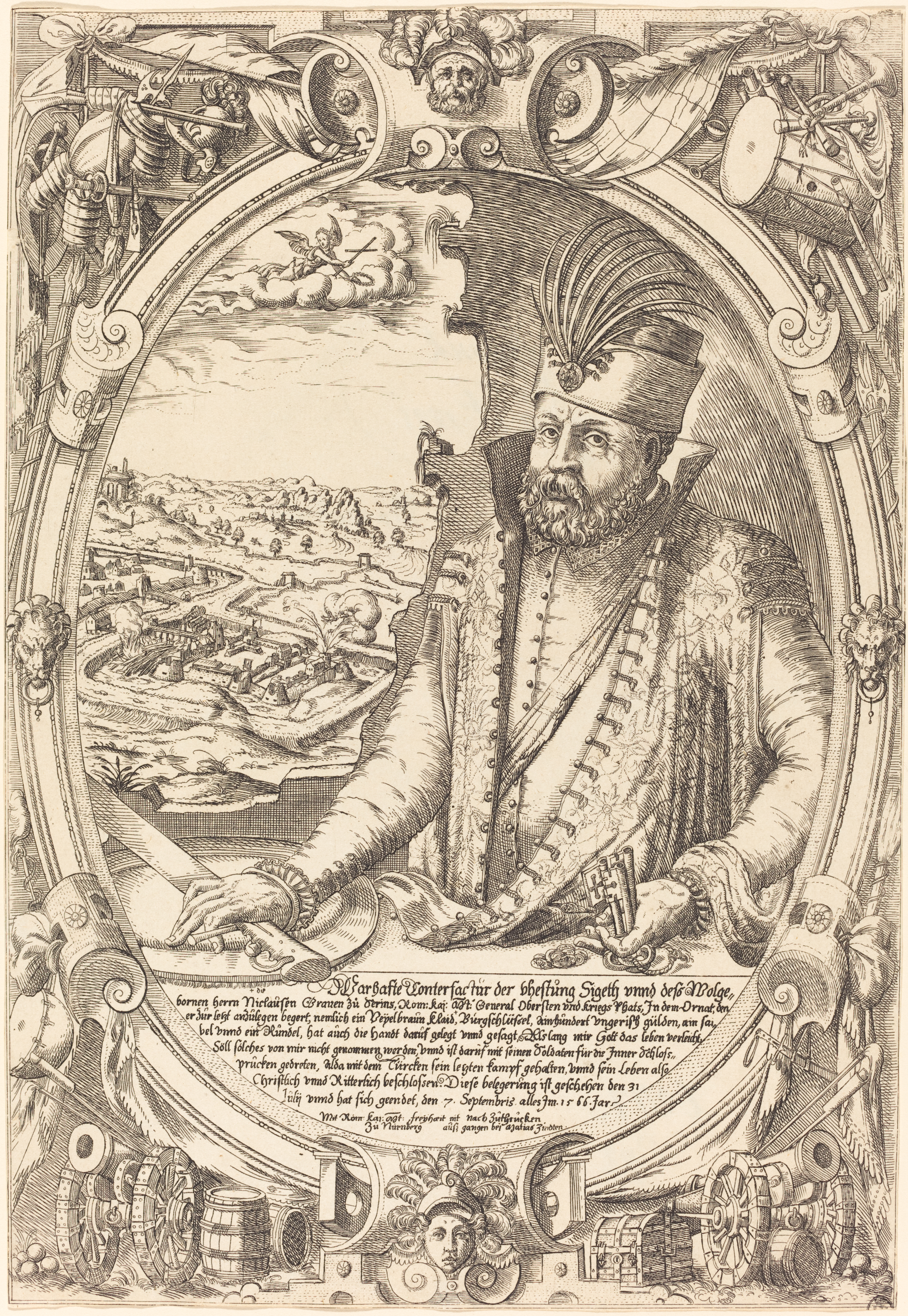
A szigetvári hős Zündt Mátyás egykorú metszetén

Az Úr Michael arkangyalt elküldte a pokolba, hogy Allecto fúriát kiszabadítsa és Törökországba küldje, megszállni Szulimán lelkét. A fúria el is ment, és hogy hamarabb gonosszá változtassa a szultán szívét a magyarok iránt, Szelimnek, vagyis apjának adta ki magát. Ágyába mérges kígyót rakott, és az gonosszá változtatta Szulimán szívét. Másnap már rögtön össze is hívta tanácsát, és háborút szervezett a magyarok ellen. Sorban felsorakoztatta tengernyi emberét.
II. ének
Június 10-én Szulimán megindult hadseregével. Petraf, a szultán nénjének fia elfoglalta Gyulát. Ezalatt Maximiliam (Miksa) császár Zrínyit nevezte ki Szigetvár kapitányának, aki egy feszület előtt imádkozott a háború sikerességéért. Jézus itt megszólította, és elmondta mi lesz a sorsa.
III. ének
Mehmet Siklós alá vonult csapataival. Mikor ezt Zrínyi megtudja, megtámadja a török tábort, ahol Rézmán, Mehmet fia, a horvátországi basa tartózkodik. Mehmet Rézmán segítségére megy, de mire odaér, Zrínyi megöli. Hogy fiát megbosszulja, Mehmet Zrínyinek esik, de ő is fia sorsára jut. Rahmat, a „nagy török”, hatalmas botjával Farkasicsnak ront, aki a puskájával mellkason lövi, azonban a török is fejbevágja, és ő félholtan lezuhan lova mellé. „Olaj-bég”, a török gyalogság vezére megadja magát Zrínyinek.
IV. ének
Zrínyi és társai összeszedik a halottakat és a sebesülteket, majd beviszik őket a kápolnába, imádkoznak értük. Közben erős ágyúdübörgés hallatszik.
V. ének
Zrínyi és maroknyi csapata hűséget fogad Istennek, és megesküsznek, hogy utolsó csepp vérükig harcolnak, bármi áron megvédik a hazájukat. Az eskü és a seregszemle után előkészülnek. Zrínyi levelet ír a királynak, melyben segítséget kér, elbúcsúzik tőle is és Györgytől is, a fiától, aki elviszi a levelet.
VI. ének
A szultán két követet küld a Szigeti várba, és azt üzeni, hogy a magyarok adják fel a várat. Zrínyi persze ezt nem teljesíti. Válaszként a szultán felderítő csapatokat küld, hogy kiderítse, hol a vár gyenge pontja. Zrínyi megtámadja és szétkergeti őket, egy törököt el is fog, aki elmondja, hogy már úton van a nagy sereg. A harcokat az este szakítja félbe, Deli Vid megöli Hamvivánt.
VII. ének
Megérkezik a szultán, közben Farkasics Péter meghal egy régi betegségben. Nem sokkal később Zrínyi 500 emberével kitör a várból. A harcban Deli Vid, és Demirván (Hamviván barátja) összetalálkozik. A sötétség miatt abbahagyják a harcot, de folytatni fogják.
VIII. ének
A törökök tanácsot hívnak össze, melyben elhatározzák, hogy ágyúzni fogják a várat.
IX. ének
Megkezdődik a szüntelen ágyúzás. Juranics és Radivoly éjszaka kilopózik, hogy üzenetet vigyen a német császárnak. Átverekednek a török táboron, de Juranics az éjszakai strázsa fogságába esik és megölik. Radivoly erre előugrik rejtekéből, és nyomban leszúrja barátja gyilkosát. Ő sem bírt a túlerővel és szintén meghal. A várban Deli Vid szomorúan meséli álmát Zrínyinek, melyben vérbe fagyva látta Radivolyt, valamint Zrínyi és saját halálát is látta. Később meghozták a két hős testét és eltemették őket.
X. ének
A külső és belső város török kézen van, sőt a vár egyik tornya is leomlott az ágyúzástól. A törökök megindultak a sáncok mögül, és bevették a ledőlt tornyot. Demirhám és Rodován harcba bocsátkozik, és Rodován meghal. Az ellenség egyre beljebb nyomul, és sokan vesztik az életüket. Végül megjelenik Zrínyi, és visszaveri őket.
XI. ének
Delimán szégyelli, amiért visszavonult a magyarok elől. A török táborban Rusztán ezért megvádolja, Delimán pedig megöli őt. Halul bég rábeszéli Delimánt, hogy jobban tenné, ha egy kis időre elmenne a táborból a császár haragja miatt. Demirhám Deli Viddel akar megküzdeni. Követet küld a várba, és Deli Vid el is indul ellene 200 katonával. A párbajban Deli Vid megölte volna Demirhámot, de a törökök ezt nem hagyták, és megtámadták őket. Zrínyi segítségükre sietett, de Deli Videt nem találta sehol.
XII. ének
Delimán szerelméről, Cumilláról gondolkodik, akinek Rézmán volt a férje. Éppen azért zavarták el, mert megölte. Cumilla azonban szereti Delimánt, és levelet ír neki. A harcos viszonozza a nő érzéseit, végül szerelmük beteljesedik. Közben a török táborban az emberek a császár ellenére vissza akarják hívni Delimánt, végül követséget is küldenek érte. Rá is beszélik, de Cumilla nem engedi szerelmét, Delimán mégis elindul a feleségével együtt. Azt kérte Istentől, ha Delimánnak meg kell halnia, előbb ő legyen az áldozat. Az úton egy kút mellé értek, amikor Cumilla Delimán kulacsából inni akart, de abban egy mérgezett vércsepp volt. Akkor kerülhetett bele, amikor Delimán megvívott egy sárkánnyal. Imádott szerelme meghalt, ő pedig újra visszatért a török táborba, hogy minden keresztényt megöljön.
XIII. ének
Deli Videt, mivel török származású, nem ismerik fel az idegen táborban. Felesége hiába várja a várban, ezért elhatározza, hogy megkeresi. Felvette férje páncélját, és útnak indult. Egy katona éppen akkor akarta elárulni a királynak, hogy Deli Vid a táborban van, de Barbara megölte a hírhozót. A törökök elkapták, de Deli Vid azt hazudta, csak a rabszolgája. A törökök ebbe nem akartak belenyugodni, és vizsgálatot indítottak, de Deli Vid inkább levágta őket. Kiverekedték magukat, és a feleségével visszavágtattak a várba. A császár újabb tanácsot hívott össze. Demirhám szégyenben van, és újra meg akar küzdeni Deli Viddel, Szulimán viszont nem engedi. A várból elfogtak egy galambot a törökök, mely levelet vitt a királynak. A magyarok már csak ötszázan maradtak, rengeteg a sebesült és a harcképtelen, már csak a királyi segítségben bízhatnak. Mikor mindez Szulimán tudomására jutott, azonnal támadást indított.
XIV. ének
Alderán, a gonosz varázsló, az alvilág erőit hívta segítségül, hogy a törökök legyőzhessék a magyarokat. Megindult a török sereg, Demirhám bejutott a várba, és megkereste Deli Videt. Párbajozni kezdtek, és mindketten súlyosan megsérültek, de Deli Vid előbb végzett ellenfelével, majd ő is meghalt.
XV. ének
Zrínyi látta, hogy nem győzhet, ezért kivonulást tervezett. Felgyújtatta a kincsestárat, ahol megjelent neki Gábor arkangyal. Bátorította Zrínyit, és visszaűzte a démonokat a pokolba, akik elragadták magukkal Alderánt. Zrínyi ötszáz emberével kirohant a várból, megölte Delimánt és a szultánt. Ezután emberei segítségére ment, de már későn érkezett… Lelőtték őket, és lelküket az angyalok a mennybe vitték, ahol az örök nyugalom vár rájuk.

## Kiadásai
A művet 1651 szeptemberében adták ki először Bécsben, az Adriai tengernek Syrenaia című kötetben, mely Zrínyi lírai verseit is tartalmazta. Némely későbbi kiadás csupán válogatás, nem tartalmazza az összes versszakot.
Mind a mai napig árulják, a könyvkiadók diákkönyvtár sorozataiknak gyakori tagja.
1980-ban védőtokos hasonmás kiadása jelent meg. Az Akadémiai- és a Helikon Könyvkiadó gondozásában adták ki. Az Egyetemi Könyvtár Kézirattárában őrzött eredeti példánya nyomán készült. Külön mellékletként jelent meg hozzá egy utószó, amit Kovács Sándor Iván írt.

## Fogadtatása és utóélete

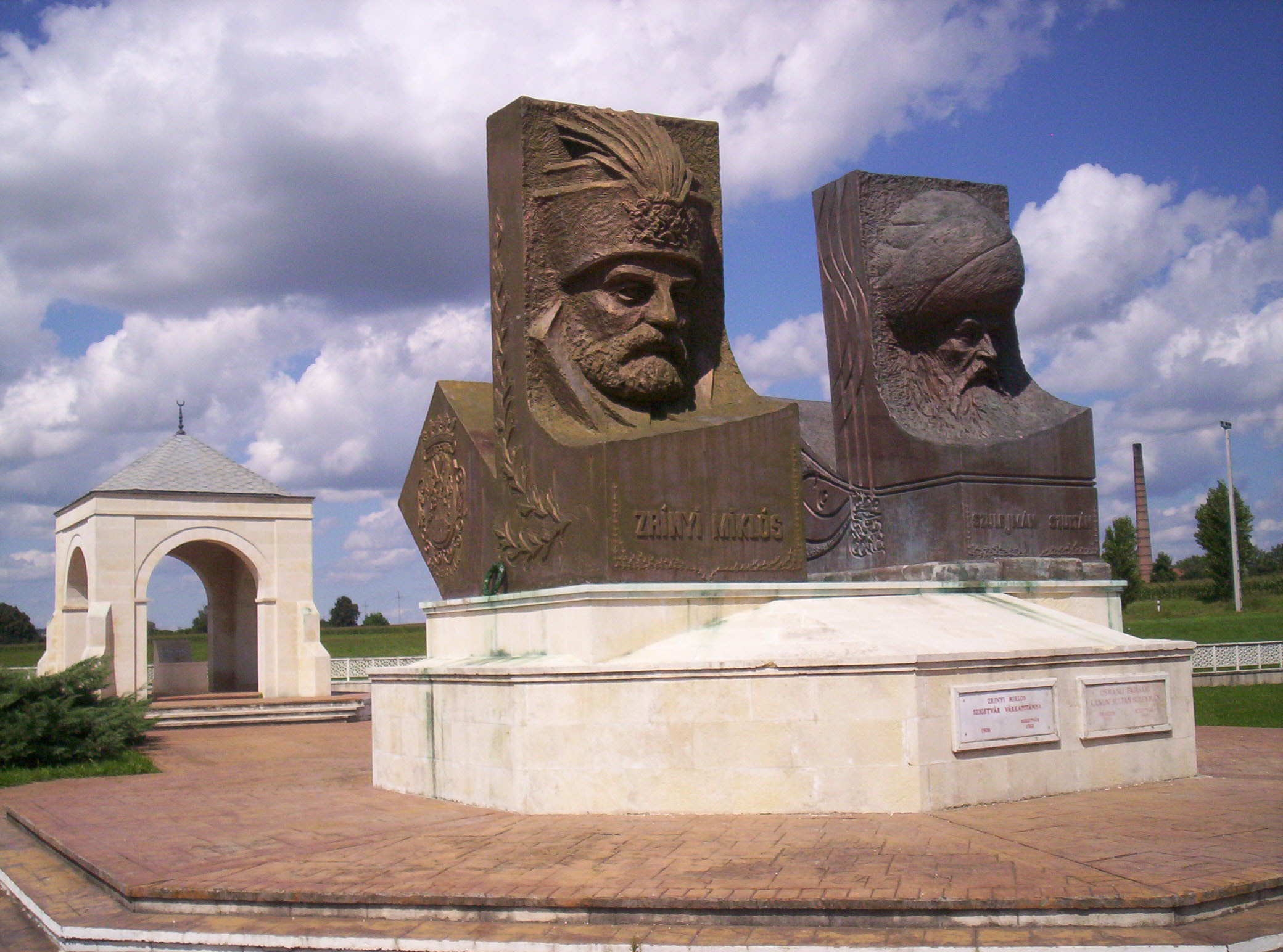
Zrínyi Miklós és I. Szulejmán szobra a Magyar–Török Barátság Parkjában (Metin Jurdanur alkotásai)